# Корнвиг, Эмиль
Эмиль Нествед Корнвиг (дат. Emil Nestved Kornvig; род. 28 апреля 2000, Søborg, Дания) — датский футболист, полузащитник клуба «Бранн».

## Клубная карьера
Корнвиг — воспитанник клубов «Копенгаген» и «Люнгбю». 3 ноября 2019 года в матче против «Раннерс» он дебютировал в датской Суперлиге в составе последних. В 2021 году Корнвиг подписал контракт с итальянской «Специей», но сразу же был отдан в аренду в «Сённерйюск». 2 августа в матче против «Норшелланна» он дебютировал за новую команду. 29 августа в поединке против «Виборга» Эмиль забил свой первый гол за «Сённерйюск».
В 2022 году Корнвиг на правах аренды перешёл в «Козенцу». 17 сентября в матче против «Зюйдтироль» он дебютировал в итальянской Серии B. В этом же поединке Эмиль забил свой первый гол за «Козенцу».
Летом 2023 года Корнвиг перешёл в клуб «Читтаделла». 20 августа в матче против «Реджаны» он дебютировал за новую команду. В начале 2024 года Корнвиг подписал контракт с норвежским «Бранном». 2 апреля в матче против «Тромсё» он дебютировал в Типпелиге. 21 апреля в поединке против «Одда» Эмиль забил свой первый гол за «Бранн».